# Людвіг Клюпп
Людвіг Клюпп (нім. Ludwig Klupp; 30 вересня 1878 — не раніше 1961) — австро-угорський, австрійський і німецький офіцер, генерал-майор вермахту.

## Сім'я
Син керівника поштової служби жандармерії Людвіга Клюппа і його дружини Анни Марії, уродженої Моль.
4 серпня 1914 року одружився в Ґраці з Катаріною Таубек (1883–1958).

## Нагороди
- Ювілейний хрест
- Бронзова без мечів, срібна і бронзова медаль «За військові заслуги» (Австро-Угорщина) з мечами
- Хрест «За військові заслуги» (Австро-Угорщина) 3-го класу з військовою відзнакою і мечами
- Орден Залізної Корони 3-го класу з військовою відзнакою і мечами
- Військовий Хрест Карла
- Галліполійська зірка (Османська імперія)
- Медаль «За поранення» (Австро-Угорщина) з двома смугами
- Пам'ятна військова медаль (Австрія) з мечами
- Почесний хрест ветерана війни з мечами